# Alessandro Gramigni
Alessandro Gramigni (Florença, 29 de dezembro de 1968) é um ex-motociclista italiano campeão do mundo.
Após anos correndo em corridas amadoras, Gramigni entrou no mundial de motovelocidade em 1990. Correndo com a Aprilia nas 125cc, terminou o ano em uma excepcional 9ª colocação, com dois pódios seguidos: segundo no GP da Suécia e 3° no GP da Tchecoslováquia. Para 1991, obteve sua primeira vitória, subindo novamente no pódio no GP da Tchecoslováquia. Com mais dois terceiros lugadores, nos GPs da Itália e Países Baixos, terminou o ano na 7ª colocação.

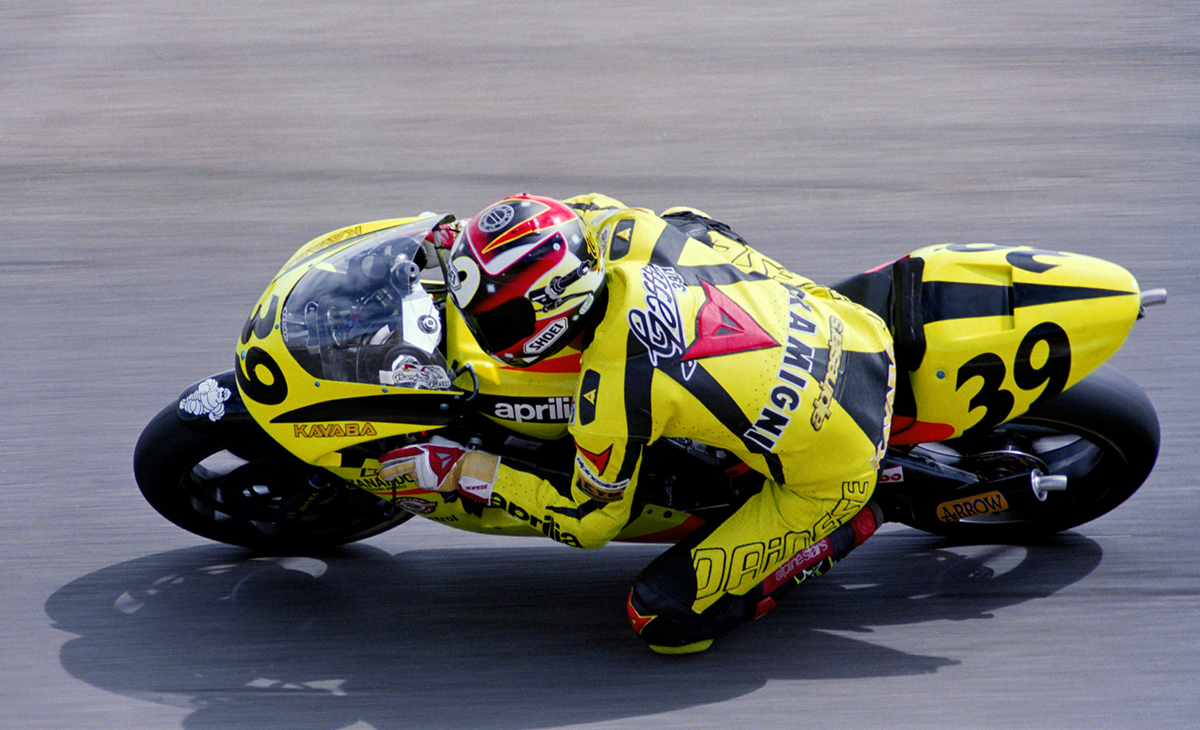
Gramigni durante o GP dos Estados Unidos de 1994.

Com duas vitórias, nos GPs da Malásia e Hungria, dois 2° lugares, na Austrália e Reino Unido, e mais três terceiros lugadores, nos Países Baixos, Brasil e África do Sul, 1993 terminou com o título de Gramigni nas 125cc, 16 pontos à frente do seu conterrâneo e vice-campeão Fausto Gresini. Embora tenha sido campeão, tanto o alemão Ralf Waldmann quanto o também italiano Ezio Gianola terminaram com mais vitórias na temporada que Gramigni e o próprio Gresini (uma), com, respectivamente, três e quatro vitórias. O próprio título quase não veio, com a moto de Gramigni não querendo funcionar instantes antes da última corrida do ano.
Após o título, Gresini decidiu subir de categoria, para as 250cc, com a Gilera. Porém, a temporada acabou se mostrando uma decepção, com ele obtendo apenas dois pontos durante todo o ano. Voltou para a Aprilia em 1994, mas conseguindo apenas 10 pontos ainda correndo nas 250cc. Em 1995 disputou apenas cinco corridas, com a Honda, mas conseguindo 11 pontos. Após isso, abandonou o mundial de velocidade, correndo em 1996 no mundial de Superbike (as corridas dos Estados Unidos), embora tenha chegado a disputar uma corrida nas 500cc pela Aprilia em 1997. Entre 1998 e 2001, e novamente em 2003 e ainda em 2005, participou do mundial de Superbike, mas obtendo apenas uma 14ª colocação como melhor resultado. Em compensação, ele venceu a edição de 2004 do campeonato italiano de Superbike com a Yamaha.

## Ligação externa
- Perfil no site da MotoGP